# Pleopeltis corradii
Pleopeltis corradii là một loài dương xỉ trong họ Polypodiaceae. Loài này được Cufod. mô tả khoa học đầu tiên năm 1952.
Danh pháp khoa học của loài này chưa được làm sáng tỏ. 